# Erasmo Marotta
Erasmo Marotta, né à Randazzo en 1576 et mort à Palerme le 6 octobre 1641, est un compositeur jésuite italien.

## Biographie

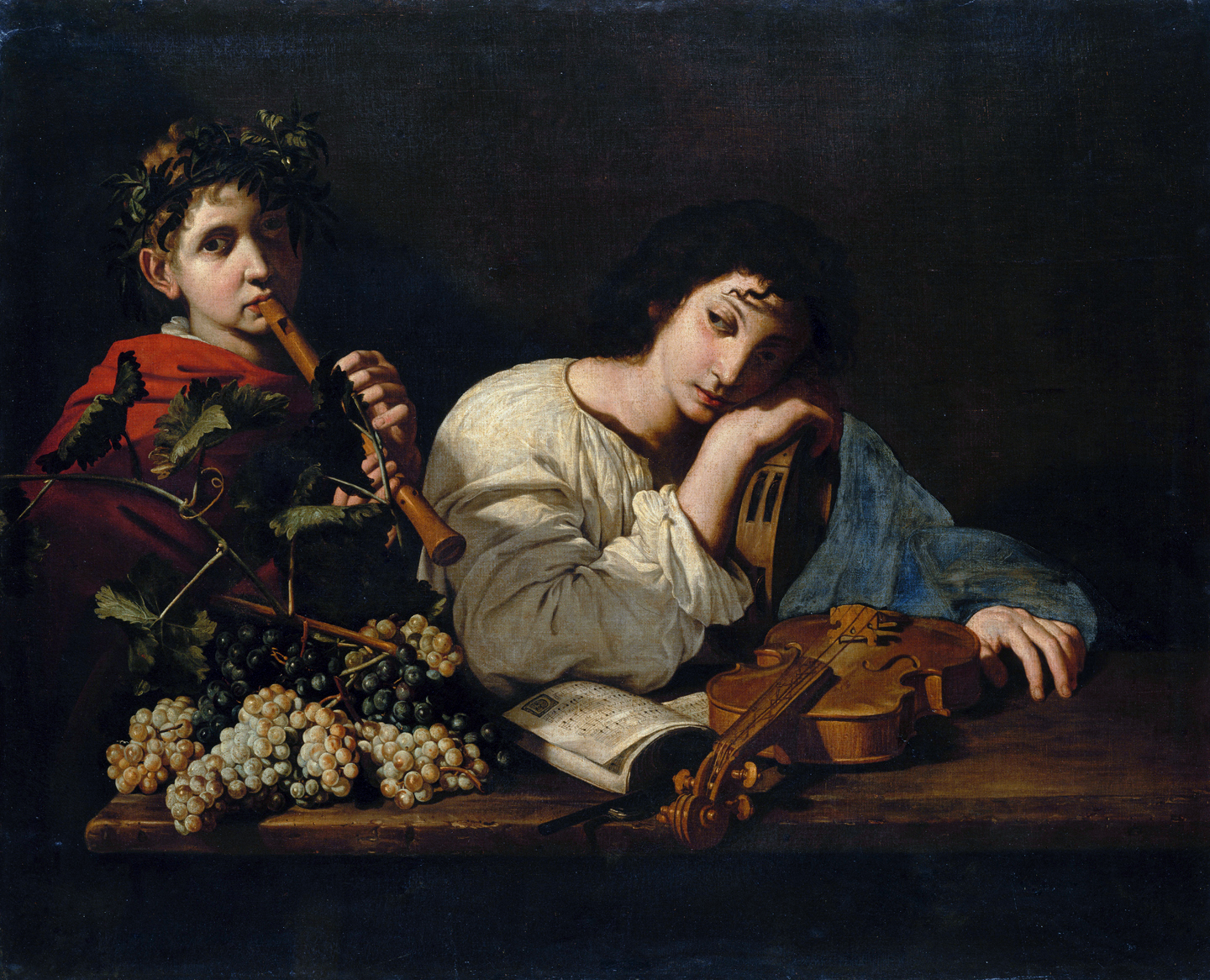
Le Jeune Violoniste, ou La Douleur d'Aminte, tableau attribué à Bartolomeo Cavarozzi.

Né en 1576 à Randazzo, il intègre en 1610 la Compagnie de Jésus et devient en 1612 recteur du collège des Jésuites de Messine.
Il a publié plusieurs ouvrages de motets et madrigaux, mais la majeure partie de son œuvre est aujourd'hui perdue.

## Œuvre
Marotta est surtout connu pour avoir composé un madrigal inspiré de l'Aminte, fable pastorale du Tasse publiée en 1573 et très connue au XVIIe siècle. Ce madrigal est imprimé en 1600 à Venise dans un recueil intitulé Aminta musicale. Un extrait de cette partition, Dolor che sì mi crucii, a été identifié dans un tableau intitulé Le Jeune Violoniste, ou La Douleur d'Aminte, attribué à Bartolomeo Cavarozzi et exposé au sein du Département des peintures du musée du Louvre à Paris.